# Livorno (provincie)
Livorno is een van de tien provincies van Toscane, Italië. De hoofdstad is de stad Livorno.
De provincie Livorno meet 1107 km² en telt 170.000 inwoners. Tot de provincie behoort naast een smalle, bij toeristen vanwege de zandstranden geliefde kuststrook (max. 20 km breed), het merendeel van de eilanden van de Toscaanse Archipel, waaronder het grootste en bekendste eiland Elba. De andere tot de provincie behorende eilanden binnen deze archipel zijn Capraia, Montecristo, Gorgona en voormalig gevangenis-eiland Pianosa.
De provincie Livorno grenst aan de provincies Grosseto en Pisa. De officiële afkorting van de provincie is LI.
Andere grotere plaatsen in de provincie zijn haven- en industriestad Piombino, Cecina, de luxueuze badplaats Castiglioncello, Portoferraio op Elba en het industriestadje Rosignano. Cecina is ook de naam van de belangrijkste rivier die door de provincie stroomt.

## Externe link

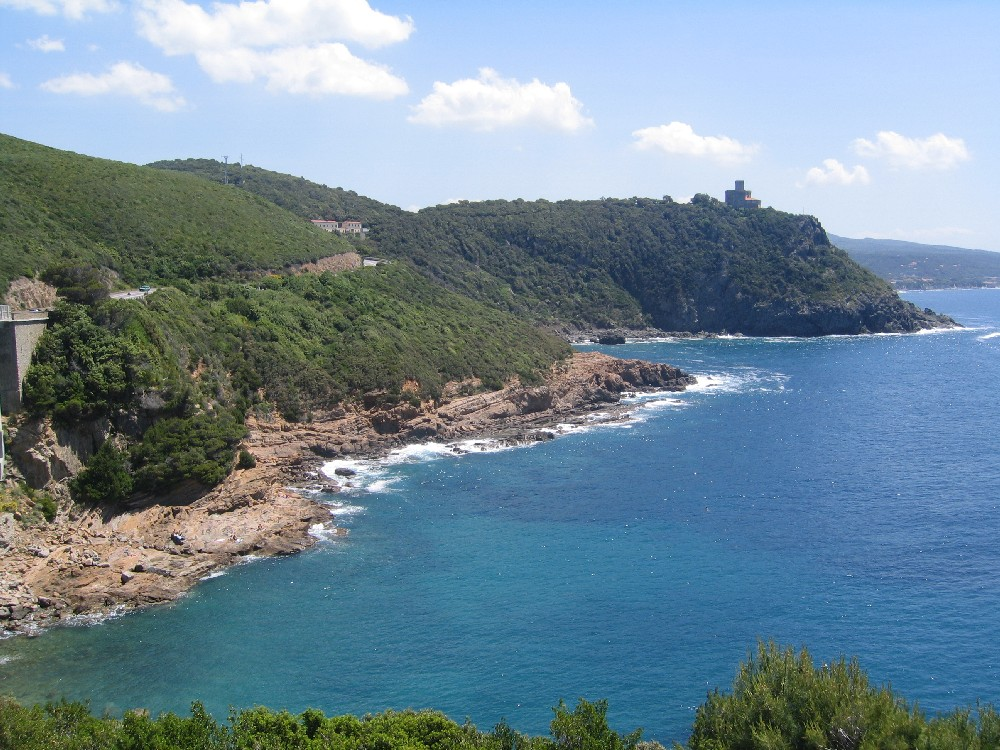
Kust bij Livorno